# Sitabo-Tabo
Sitabo-Tabo is een bestuurslaag in het regentschap Tapanuli Utara van de provincie Noord-Sumatra, Indonesië. Sitabo-Tabo telt 3051 inwoners (volkstelling 2010).